# Post Malone-diszkográfia
Post Malone amerikai zenész diszkográfiájába hat stúdióalbum, egy válogatásalbum, egy mixtape és 43 kislemez (13 közreműködőként) tartozik. Az Amerikai Hanglemezgyártók Szövetsége szerint az Egyesült Államokban albumai 13 millió példányban, míg kislemezei digitálisan 95 millió példányban keltek el, amivel minden idők nyolcadik legsikeresebb digitális előadója. A 2010-es években a Billboard a tizedik legsikeresebb előadónak nevezte. 2016. május 12-én adta ki debütáló mixtape-ét, az August 26th-t.
2016. december 9-én kiadta debütáló stúdióalbumát, a Stoney-t. A lemez negyedik lett a Billboard 200-on és a Congratulations című kislemeze nyolcadik lett a Billboard Hot 100-on, míg a 2015-ös White Iverson is az első húsz helyen szerepelt, legmagasabb pozíciója a 14. volt.
2018. április 27-én Malone megjelentette második albumát, a Beerbongs & Bentleys-t. A lemez a Billboard 200 első helyén debütált, amivel az első projektje lett, ami ezt elérte. Két listavezető kislemez is megjelent róla, a Rockstar (2017) és a Psycho, amiken közreműködött 21 Savage, illetve Ty Dolla Sign. Ezek mellett megjelent még a harmadik helyet elérő Better Now is. Az albumon szerepelt még ezek mellett a 16. helyezett közreműködés Nicki Minaj-zsal, a Ball for Me. Még 2019-ben kiadta a Sunflower című dalt Swae Lee-vel a Pókember: Irány a Pókverzum! filmből, ami szintén listavezető lett.
2019. december 6-án jelent meg harmadik albuma, a Hollywood’s Bleeding. A lemez első helyen debütált a Billboard 200-on, az előadó második első helyezett projektje. Ezen az albumon szerepelt a Sunflower, illetve a szintén listavezető Circles. Ezek mellett az albumon több olyan dal is volt, ami elérte a slágerlisták első tíz helyét, mint a Wow, a Goodbyes (Young Thug közreműködésével) és a Take What You Want (Ozzy Osbourne és Travis Scott közreműködésével). A dalok második, harmadik és nyolcadik helyet értek el a Billboard Hot 100-on. Még két dal elérte az első negyven helyet, a 16. helyezett Enemies és a harminchetedik Allergic. 2020-ban közreműködött Justin Bieber Forever című dalán, ami 24. helyen debütált. 2021-ben kiadta a Motley Crew című dalt.
2022. június 3-án kiadta negyedik albumát, a Twelve Carat Toothache-et. Második helyen debütált a Billboard 200-on és ez volt a legmagasabb helyezése is. Két kislemeze is elérte a legjobb tíz helyet: a One Right Now (2021, a the Weeknddel), ami hatodik lett és az I Like You (A Happier Song) Doja Cattel, ami pedig harmadik. A Cooped Up (Roddy Ricch-csel) pedig elérte a 12. pozíciót.

## Albumok

### Stúdióalbumok
| Cím                                           | Részletek | Legmagasabb slágerlistás pozíció | Legmagasabb slágerlistás pozíció | Legmagasabb slágerlistás pozíció | Legmagasabb slágerlistás pozíció | Legmagasabb slágerlistás pozíció | Legmagasabb slágerlistás pozíció | Legmagasabb slágerlistás pozíció | Legmagasabb slágerlistás pozíció | Legmagasabb slágerlistás pozíció | Legmagasabb slágerlistás pozíció | Minősítések |
| Cím                                           | Részletek | US                               | US R&B /HH                       | US Rap                           | AUS                              | CAN                              | DEN                              | IRE                              | NZ                               | SWE                              | UK                               | Minősítések |
| --------------------------------------------- | --- | -------------------------------- | -------------------------------- | -------------------------------- | -------------------------------- | -------------------------------- | -------------------------------- | -------------------------------- | -------------------------------- | -------------------------------- | -------------------------------- | --- |
| Stoney                                        | - Megjelent: 2016. december 9. - Kiadó: Republic - Formátumok: CD, LP, kazetta, digitális letöltés, streaming        | 4                                | 1                                | 1                                | 5                                | 5                                | 2                                | 6                                | 3                                | 2                                | 10                               | - RIAA: 5× Platinalemez - ARIA: 2× Platinalemez - AMP:Platinalemez - BPI:Platinalemez - BRA:Aranylemez - FIMI:Aranylemez - GLF:Platinalemez - RIAS:Aranylemez - SNEP:Aranylemez - IFPI DEN: 4× Platinalemez - MC: 4× Platinalemez - RMNZ: 4× Platinalemez |
| Beerbongs & Bentleys                          | - Megjelent: 2018. április 27. - Kiadó: Republic - Formátumok: CD, LP, digitális letöltés, streaming                 | 1                                | 1                                | 1                                | 1                                | 1                                | 1                                | 1                                | 1                                | 1                                | 1                                | - RIAA: 5× Platinalemez - ARIA: 3× Platinalemez - AFP:Platinalemez - AMP:Platinalemez - BEA:Aranylemez - BRA:Platinalemez - BPI: 2× Platinalemez - FIMI:Platinalemez - GLF: 2× Platinalemez - IFPI DEN: 4× Platinalemez - IFPI NOR: 3× Platinalemez - MC: 7× Platinalemez - NVPI:Platinalemez - RIAS:Platinalemez - RMNZ: 5× Platinalemez - SNEP:Platinalemez - ZPAV:Aranylemez |
| Hollywood’s Bleeding                          | - Megjelent: 2019. szeptember 6. - Kiadó: Republic - Formátumok: CD, LP, kazetta, digitális letöltés, streaming      | 1                                | 1                                | 1                                | 1                                | 1                                | 1                                | 1                                | 1                                | 3                                | 1                                | - RIAA: 4× Platinalemez - AFP:Aranylemez - ARIA: 2× Platinalemez - BPI:Platinalemez - BRA: 3× Platinalemez - FIMI:Platinalemez - IFPI DEN: 3× Platinalemez - MC: 6× Platinalemez - RIAS: 2× Platinalemez - RMNZ: 2× Platinalemez - SNEP:Aranylemez - ZPAV:Platinalemez |
| Twelve Carat Toothache                        | - Megjelent: 2022. június 3. - Kiadó: Republic, Mercury - Formátumok: CD, LP, kazetta, digitális letöltés, streaming | 2                                | 1                                | —                                | 2                                | 1                                | 2                                | 3                                | 2                                | 3                                | 3                                | |
| Austin                                        | - Megjelent: 2023. július 28. - Kiadó: Republic, Mercury - Formátumok:                                               | Nem jelent meg slágerlista adat. | Nem jelent meg slágerlista adat. | Nem jelent meg slágerlista adat. | Nem jelent meg slágerlista adat. | Nem jelent meg slágerlista adat. | Nem jelent meg slágerlista adat. | Nem jelent meg slágerlista adat. | Nem jelent meg slágerlista adat. | Nem jelent meg slágerlista adat. | Nem jelent meg slágerlista adat. | Nem jelent meg slágerlista adat. |
| —: az adott régióban nem került slágerlistára | |                                  |                                  |                                  |                                  |                                  |                                  |                                  |                                  |                                  |                                  | |

### Mixtape-ek
| Cím         | Részletek                                                                                    |
| ----------- | -------------------------------------------------------------------------------------------- |
| August 26th | - Megjelent: 2016. május 12. - Kiadó: Republic - Formátumok: digitális letöltések, streaming |

### Válogatásalbumok
| Cím                    | Részletek                                                                                             |
| ---------------------- | --- |
| The Diamond Collection | - Megjelent: 2023. április 21. - Kiadó: Republic, Mercury - Formátumok: digitális letöltés, streaming |

## Kislemezek

### Fő előadóként
| Cím                                                                 | Év   | Legmagasabb slágerlistás pozíció | Legmagasabb slágerlistás pozíció | Legmagasabb slágerlistás pozíció | Legmagasabb slágerlistás pozíció | Legmagasabb slágerlistás pozíció | Legmagasabb slágerlistás pozíció | Legmagasabb slágerlistás pozíció | Legmagasabb slágerlistás pozíció | Legmagasabb slágerlistás pozíció | Legmagasabb slágerlistás pozíció | Minősítések | Album                                               |
| Cím                                                                 | Év   | US                               | US R&B /HH                       | US Rap                           | AUS                              | CAN                              | DEN                              | IRE                              | NZ                               | SWE                              | UK                               | Minősítések | Album                                               |
| ------------------------------------------------------------------- | ---- | -------------------------------- | -------------------------------- | -------------------------------- | -------------------------------- | -------------------------------- | -------------------------------- | -------------------------------- | -------------------------------- | -------------------------------- | -------------------------------- | --- | --------------------------------------------------- |
| White Iverson                                                       | 2015 | 14                               | 5                                | 3                                | —                                | 41                               | 91                               | —                                | —                                | —                                | 117                              | - RIAA:Gyémántlemez - AFP:Platinalemez - BRA:Aranylemez - BPI:Platinalemez - FIMI:Aranylemez - IFPI DEN:Platinalemez - MC: 6× Platinalemez | Stoney                                              |
| Too Young                                                           | 2015 | —                                | —                                | —                                | —                                | —                                | —                                | —                                | —                                | —                                | —                                | - RIAA: 2× Platinalemez - AFP:Aranylemez - BPI:Ezüstlemez - MC:Platinalemez | Stoney                                              |
| Go Flex                                                             | 2016 | 76                               | 30                               | 18                               | —                                | 74                               | —                                | 63                               | —                                | 54                               | 100                              | - RIAA: 4× Platinalemez - AFP:Platinalemez - BRA:Platinalemez - BPI:Platinalemez - FIMI:Aranylemez - GLF: 2× Platinalemez - IFPI DEN:Platinalemez - MC: 6× Platinalemez | Stoney                                              |
| Deja Vu (Justin Bieber közreműködésével)                            | 2016 | 75                               | 25                               | 18                               | —                                | 43                               | —                                | —                                | —                                | —                                | 63                               | - RIAA:Platinalemez - ARIA:Platinalemez - BPI:Ezüstlemez - IFPI DEN:Aranylemez - MC: 2× Platinalemez | Stoney                                              |
| Congratulations (Quavo közreműködésével)                            | 2017 | 8                                | 5                                | 3                                | 30                               | 14                               | 39                               | 35                               | 21                               | 34                               | 26                               | - RIAA: 11× Platinalemez - AMP:Platinalemez - ARIA: 7× Platinalemez - BRA:Gyémántlemez - BPI: 2× Platinalemez - BVMI:Aranylemez - FIMI:Platinalemez - GLF: 3× Platinalemez - IFPI DEN: 2× Platinalemez - MC:Gyémántlemez - RMNZ: 2× Platinalemez - SNEP:Platinalemez | Stoney                                              |
| Rockstar (21 Savage közreműködésével)                               | 2017 | 1                                | 1                                | 1                                | 1                                | 1                                | 1                                | 1                                | 1                                | 1                                | 1                                | - RIAA:Gyémántlemez - AFP: 5× Platinalemez - AMP: 2× Platinalemez - ARIA: 10× Platinalemez - BEA: 2× Platinalemez - BPI: 4× Platinalemez - BRA:Gyémántlemez - BVMI:Gyémántlemez - ESP:Platinalemez - FIMI: 4× Platinalemez - GLF: 7× Platinalemez - IFPI AUS:Aranylemez - IFPI DEN: 3× Platinalemez - IFPI NOR: 4× Platinalemez - MC:Gyémántlemez - NVPI: 4× Platinalemez - RMNZ: 3× Platinalemez - SNEP:Gyémántlemez - ZPAV:Platinalemez | Beerbongs & Bentleys                                |
| I Fall Apart                                                        | 2017 | 16                               | 9                                | 8                                | 2                                | 20                               | 36                               | 15                               | 1                                | 16                               | 19                               | - RIAA:Gyémántlemez - AFP: 2× Platinalemez - ARIA: 9× Platinalemez - BPI: 2× Platinalemez - BRA:Aranylemez - FIMI:Aranylemez - GLF: 2× Platinalemez - IFPI DEN:Platinalemez - MC: 8× Platinalemez - RMNZ: 3× Platinalemez | Stoney                                              |
| Candy Paint                                                         | 2017 | 34                               | 21                               | 18                               | 19                               | 27                               | 18                               | 31                               | 6                                | 39                               | 65                               | - RIAA: 3× Platinalemez AFP:Aranylemez - ARIA: 3× Platinalemez - BPI:Platinalemez - FIMI:Aranylemez - GLF:Platinalemez - IFPI DEN:Platinalemez - MC: 5× Platinalemez - NVPI:Aranylemez - RMNZ:Platinalemez | Beerbongs & Bentleys                                |
| Psycho (Ty Dolla Sign közreműködésével)                             | 2018 | 1                                | 1                                | 1                                | 1                                | 1                                | 2                                | 2                                | 2                                | 1                                | 4                                | - RIAA:Gyémántlemez - AFP: 2× Platinalemez - AMP: 2× Platinalemez - ARIA: 7× Platinalemez - BEA:Aranylemez - BPI: 2× Platinalemez - BRA: 2× Platinalemez - BVMI:Aranylemez - FIMI:Platinalemez - GLF:Platinalemez - IFPI DEN: 2× Platinalemez - IFPI NOR:Platinalemez - MC: 9× Platinalemez - NVPI:Platinalemez - RMNZ: 2× Platinalemez                                                                                                   | Beerbongs & Bentleys                                |
| Ball for Me (Nicki Minaj közreműködésével)                          | 2018 | 16                               | 11                               | 8                                | 14                               | 7                                | —                                | 23                               | —                                | 47                               | 70                               | - RIAA: 2× Platinalemez - ARIA:Platinalemez - BPI:Ezüstlemez - MC: 4× Platinalemez | Beerbongs & Bentleys                                |
| Better Now                                                          | 2018 | 3                                | 2                                | 2                                | 2                                | 3                                | 3                                | 4                                | 1                                | 1                                | 6                                | - RIAA:Gyémántlemez - AMP: 2× Platinalemez - AFP: 4× Platinalemez - ARIA: 7× Platinalemez - BEA:Platinalemez - BPI: 2× Platinalemez - BRA:Aranylemez - BVMI:Platinalemez - ESP:Aranylemez - FIMI:Platinalemez - GLF:Platinalemez - IFPI AUS:Platinalemez - IFPI DEN: 2× Platinalemez - IFPI NOR:Platinalemez - MC:Gyémántlemez - NVPI: 2× Platinalemez - RMNZ: 2× Platinalemez - SNEP:Platinalemez - ZPAV: 2× Platinalemez                | Beerbongs & Bentleys                                |
| Sunflower (Swae Lee-vel)                                            | 2018 | 1                                | 1                                | 1                                | 1                                | 1                                | 3                                | 3                                | 1                                | 4                                | 3                                | - RIAA: 17× Platinalemez - AFP: 3× Platinalemez - AMP:Gyémántlemez - ARIA: 15× Platinalemez - BEA:Aranylemez - BPI: 3× Platinalemez - BVMI:Aranylemez - FIMI:Platinalemez - IFPI DEN: 2× Platinalemez - MC:Gyémántlemez - RMNZ: 4× Platinalemez - SNEP:Aranylemez - SNEP:Platinalemez | Pókember: Irány a Pókverzum!és Hollywood’s Bleeding |
| Wow.                                                                | 2018 | 2                                | 1                                | 1                                | 2                                | 3                                | 2                                | 2                                | 1                                | 2                                | 3                                | - RIAA: 5× Platinalemez - AFP: 3× Platinalemez - ARIA: 6× Platinalemez - BEA:Aranylemez - BPI: 2× Platinalemez - BVMI:Aranylemez - ESP:Aranylemez - FIMI:Platinalemez - IFPI DEN: 2× Platinalemez - MC:Gyémántlemez - RMNZ: 2× Platinalemez - SNEP:Aranylemez - ZPAV:Platinalemez | Hollywood’s Bleeding                                |
| Goodbyes (Young Thug közreműködésével)                              | 2019 | 3                                | 2                                | 2                                | 5                                | 5                                | 7                                | 4                                | 4                                | 4                                | 5                                | - RIAA: 3× Platinalemez - AFP: 2× Platinalemez - ARIA: 3× Platinalemez - BEA:Aranylemez - BPI:Platinalemez - BRA:Gyémántlemez - FIMI:Platinalemez - IFPI DEN:Platinalemez - MC: 5× Platinalemez - RMNZ:Platinalemez - SNEP:Aranylemez - ZPAV:Platinalemez | Hollywood’s Bleeding                                |
| Circles                                                             | 2019 | 1                                | —                                | —                                | 2                                | 2                                | 3                                | 2                                | 1                                | 7                                | 3                                | - RIAA:Gyémántlemez - AFP: 4× Platinalemez - ARIA: 10× Platinalemez - BEA:Platinalemez - BPI: 2× Platinalemez - BRA: 3× Platinalemez - BVMI:Aranylemez - ESP:Aranylemez - FIMI: 2× Platinalemez - IFPI AUS:Platinalemez - IFPI DEN: 2× Platinalemez - MC: 9× Platinalemez - RMNZ: 3× Platinalemez - SNEP:Platinalemez - ZPAV: 3× Platinalemez                                                                                             | Hollywood’s Bleeding                                |
| Enemies (DaBaby közreműködésével)                                   | 2019 | 16                               | 9                                | 7                                | 28                               | 15                               | 25                               | —                                | 37                               | 32                               | —                                | - RIAA:Platinalemez - AFP:Aranylemez - BPI:Ezüstlemez - MC: 2× Platinalemez | Hollywood’s Bleeding                                |
| Allergic                                                            | 2019 | 37                               | —                                | —                                | 45                               | 39                               | —                                | —                                | —                                | 55                               | —                                | - MC:Aranylemez | Hollywood’s Bleeding                                |
| Take What You Want (Ozzy Osbourne és Travis Scott közreműködésével) | 2019 | 8                                | —                                | —                                | 30                               | 8                                | 19                               | 37                               | 30                               | 24                               | 22                               | - RIAA: 2× Platinalemez - AFP:Aranylemez - BPI:Aranylemez - FIMI:Aranylemez - IFPI DEN:Aranylemez - MC: 3× Platinalemez | Hollywood’s Bleeding                                |
| Only Wanna Be with You (Pokémon 25 Version)                         | 2021 | 74                               | —                                | —                                | —                                | 58                               | —                                | 55                               | —                                | 33                               | 76                               | | Pokémon 25: The Album                               |
| Life’s a Mess II (Juice Wrlddel és Cleverrel)                       | 2021 | 97                               | 41                               | —                                | —                                | 68                               | —                                | —                                | —                                | —                                | —                                | | Crazy                                               |
| Motley Crew                                                         | 2021 | 13                               | 3                                | 1                                | 19                               | 9                                | 29                               | 24                               | 28                               | 37                               | 31                               | | Nem jelent meg albumon                              |
| One Right Now (the Weeknddel)                                       | 2021 | 6                                | —                                | —                                | 9                                | 7                                | 12                               | 15                               | 19                               | 10                               | 20                               | - AFP:Aranylemez - ARIA:Platinalemez - BPI:Ezüstlemez - IFPI DEN:Aranylemez | Twelve Carat Toothache                              |
| Cooped Up (Roddy Ricch közreműködésével)                            | 2022 | 12                               | 5                                | 4                                | 10                               | 10                               | 21                               | 20                               | 8                                | 26                               | 18                               | - AFP:Aranylemez - ARIA:Aranylemez | Twelve Carat Toothache                              |
| I Like You (A Happier Song) (Doja Cat közreműködésével)             | 2022 | 3                                | —                                | —                                | 7                                | 5                                | 15                               | 15                               | 6                                | 23                               | 19                               | - AFP:Aranylemez - ARIA:Platinalemez - BPI:Ezüstlemez - RMNZ:Aranylemez | Twelve Carat Toothache                              |
| Chemical                                                            | 2023 | 13                               | —                                | —                                | 14                               | 8                                | 16                               | 12                               | 15                               | 11                               | 11                               | | Austin                                              |
| Mourning                                                            | 2023 | 36                               | —                                | —                                | 50                               | 40                               | —                                | 31                               | 31                               | 55                               | 35                               | | Austin                                              |
| Overdrive                                                           | 2023 | 47                               | —                                | —                                | 68                               | 44                               | —                                | 47                               | —                                | 50                               | 45                               | | Austin                                              |
| Dial Drunk (Noah Kahannel)                                          | 2023 | –                                | —                                | —                                | –                                | –                                | —                                | –                                | —                                | –                                | –                                | | Nem jelent meg albumon                              |
| —: az adott régióban nem került slágerlistára                       |      |                                  |                                  |                                  |                                  |                                  |                                  |                                  |                                  |                                  |                                  | |                                                     |

### Közreműködőként
| Cím (fő előadó, közreműködők)                                                               | Év   | Legmagasabb slágerlistás pozíció | Legmagasabb slágerlistás pozíció | Legmagasabb slágerlistás pozíció | Legmagasabb slágerlistás pozíció | Legmagasabb slágerlistás pozíció | Legmagasabb slágerlistás pozíció | Legmagasabb slágerlistás pozíció | Legmagasabb slágerlistás pozíció | Legmagasabb slágerlistás pozíció | Minősítések | Album                      |
| Cím (fő előadó, közreműködők)                                                               | Év   | US                               | AUS                              | CAN                              | DEN                              | IRE                              | NLD                              | NZ                               | SWE                              | UK                               | Minősítések | Album                      |
| ------------------------------------------------------------------------------------------- | ---- | -------------------------------- | -------------------------------- | -------------------------------- | -------------------------------- | -------------------------------- | -------------------------------- | -------------------------------- | -------------------------------- | -------------------------------- | --- | -------------------------- |
| Burning Man (Watt, Post Malone közreműködésével)                                            | 2017 | —                                | —                                | —                                | —                                | —                                | —                                | —                                | —                                | —                                | | xXx: Return of Xander Cage |
| Homemade Dynamite (Remix) (Lorde, Khalid, Post Malon és SZA közreműködésével)               | 2017 | 92                               | 23                               | 54                               | —                                | —                                | 92                               | 20                               | 84                               | —                                | - ARIA:Platinalemez - MC:Platinalemez - RMNZ:Platinalemez                                                                                       | Melodrama                  |
| You (Neptune, Post Malone közreműködésével)                                                 | 2018 | —                                | —                                | —                                | —                                | —                                | —                                | —                                | —                                | —                                | | You (EP)                   |
| Jackie Chan (Tiësto és Dzeko, Preme és Post Malone közreműködésével)                        | 2018 | 52                               | 13                               | 7                                | 6                                | 21                               | 7                                | 7                                | 25                               | 5                                | - RIAA:Platinalemez - ARIA:Platinalemez - BPI:Platinalemez - GLF:Platinalemez - IFPI DEN:Platinalemez - MC: 3× Platinalemez - RMNZ:Platinalemez | The London Sessions        |
| Writing on the Wall (French Montana, Post Malone, Cardi B és Rvssian közreműködésével)      | 2019 | 56                               | 43                               | 18                               | —                                | —                                | —                                | —                                | 40                               | 44                               | - RIAA:Aranylemez - MC:Aranylemez | Montana                    |
| Forever (Justin Bieber, Post Malone és Clever közreműködésével)                             | 2020 | 24                               | 29                               | 20                               | 17                               | 23                               | 31                               | 32                               | 10                               | 29                               | - RIAA:Aranylemez | Changes                    |
| It’s a Raid (Ozzy Osbourne, Post Malone közreműködésével)                                   | 2020 | —                                | —                                | —                                | —                                | —                                | —                                | —                                | —                                | —                                | | Ordinary Man               |
| Tommy Lee (Tyla Yaweh, Post Malone közreműködésével)                                        | 2020 | 65                               | 93                               | 37                               | —                                | —                                | —                                | —                                | 92                               | 56                               | - RIAA:Platinalemez - MC:Aranylemez | Rager Boy                  |
| Tap In (Remix) (Saweetie, Post Malone, DaBaby és Jack Harlow közreműködésével)              | 2020 | —                                | —                                | —                                | —                                | —                                | —                                | —                                | —                                | —                                | | Pretty Bitch Music         |
| Wolves (Big Sean, Post Malone közreműködésével)                                             | 2020 | 65                               | —                                | 56                               | —                                | —                                | —                                | —                                | —                                | —                                | - RIAA:Platinalemez | Detroit 2                  |
| Spicy (Ty Dolla Sign, Post Malone közreműködésével)                                         | 2020 | 53                               | 68                               | 29                               | —                                | —                                | —                                | —                                | —                                | 71                               | | Featuring Ty Dolla Sign    |
| I Did It (DJ Khaled, Post Malone, Megan Thee Stallion, Lil Baby és DaBaby közreműködésével) | 2021 | 43                               | 99                               | 22                               | —                                | 53                               | —                                | —                                | 50                               | 53                               | - RIAA:Aranylemez | Khaled Khaled              |
| —: az adott régióban nem került slágerlistára                                               |      |                                  |                                  |                                  |                                  |                                  |                                  |                                  |                                  |                                  | |                            |

### Promóciós kislemezek
| Cím                                           | Év   | Legmagasabb slágerlistás pozíció | Legmagasabb slágerlistás pozíció | Minősítések                           | Album  |
| Cím                                           | Év   | US R&B/HH Bub.                   | CAN                              | Minősítések                           | Album  |
| --------------------------------------------- | ---- | -------------------------------- | -------------------------------- | ------------------------------------- | ------ |
| Patient                                       | 2016 | 8                                | 97                               | - RIAA:Platinalemez - MC:Platinalemez | Stoney |
| Leave                                         | 2016 | —                                | —                                | - MC:Platinalemez                     | Stoney |
| —: az adott régióban nem került slágerlistára |      |                                  |                                  |                                       |        |

## Más slágerlistán szereplő vagy minősített dalok
| Cím                                                                 | Év   | Legmagasabb slágerlistás pozíciók | Legmagasabb slágerlistás pozíciók | Legmagasabb slágerlistás pozíciók | Legmagasabb slágerlistás pozíciók | Legmagasabb slágerlistás pozíciók | Legmagasabb slágerlistás pozíciók | Legmagasabb slágerlistás pozíciók | Legmagasabb slágerlistás pozíciók | Legmagasabb slágerlistás pozíciók | Legmagasabb slágerlistás pozíciók | Minősítések                                                                    | Album                  |
| Cím                                                                 | Év   | US                                | US R&B /HH                        | US Rap                            | AUS                               | CAN                               | IRE                               | NLD                               | NZ                                | SWE                               | UK                                | Minősítések                                                                    | Album                  |
| ------------------------------------------------------------------- | ---- | --------------------------------- | --------------------------------- | --------------------------------- | --------------------------------- | --------------------------------- | --------------------------------- | --------------------------------- | --------------------------------- | --------------------------------- | --------------------------------- | ------------------------------------------------------------------------------ | ---------------------- |
| Broken Whiskey Glass                                                | 2016 | —                                 | —                                 | —                                 | —                                 | —                                 | —                                 | —                                 | —                                 | —                                 | —                                 | - MC:Aranylemez                                                                | Stoney                 |
| Big Lie                                                             | 2016 | —                                 | —                                 | —                                 | —                                 | —                                 | —                                 | —                                 | —                                 | —                                 | —                                 | - RIAA:Platinalemez - BPI:Ezüstlemez - MC:Platinalemez                         | Stoney                 |
| No Option                                                           | 2016 | —                                 | —                                 | —                                 | —                                 | —                                 | —                                 | —                                 | —                                 | —                                 | —                                 | - RIAA:Platinalemez - BPI:Ezüstlemez - MC: 2× Platinalemez                     | Stoney                 |
| Cold                                                                | 2016 | —                                 | —                                 | —                                 | —                                 | —                                 | —                                 | —                                 | —                                 | —                                 | —                                 | - MC:Aranylemez                                                                | Stoney                 |
| Feel (Kehlani közreműködésével)                                     | 2016 | —                                 | —                                 | —                                 | —                                 | —                                 | —                                 | —                                 | —                                 | —                                 | —                                 | - RIAA:Platinalemez - MC:Platinalemez                                          | Stoney                 |
| Up There                                                            | 2016 | —                                 | —                                 | —                                 | —                                 | —                                 | —                                 | —                                 | —                                 | —                                 | —                                 | - MC:Aranylemez                                                                | Stoney                 |
| Yours Truly, Austin Post                                            | 2016 | —                                 | —                                 | —                                 | —                                 | —                                 | —                                 | —                                 | —                                 | —                                 | —                                 | - MC:Aranylemez                                                                | Stoney                 |
| Hit This Hard                                                       | 2016 | —                                 | —                                 | —                                 | —                                 | —                                 | —                                 | —                                 | —                                 | —                                 | —                                 | - MC:Aranylemez                                                                | Stoney                 |
| Money Made Me Do It (2 Chainz közreműködésével)                     | 2016 | —                                 | —                                 | —                                 | —                                 | —                                 | —                                 | —                                 | —                                 | —                                 | —                                 | - RIAA:Platinalemez - MC:Platinalemez                                          | Stoney                 |
| Feeling Whitney                                                     | 2016 | —                                 | —                                 | —                                 | —                                 | —                                 | —                                 | —                                 | —                                 | —                                 | —                                 | - RIAA:Platinalemez - BPI:Ezüstlemez - MC:Platinalemez                         | Stoney                 |
| Notice Me (Migos, Post Malone közreműködésével)                     | 2018 | 52                                | 26                                | 24                                | —                                 | 35                                | —                                 | —                                 | —                                 | —                                 | —                                 | - MC:Aranylemez                                                                | Culture II             |
| Paranoid                                                            | 2018 | 11                                | 7                                 | 7                                 | 10                                | 6                                 | 7                                 | 33                                | 7                                 | 16                                | 11                                | - RIAA:Platinalemez - ARIA:Platinalemez - BPI:Aranylemez - MC: 2× Platinalemez | Beerbongs & Bentleys   |
| Spoil My Night (Swae Lee közreműködésével)                          | 2018 | 15                                | 10                                | —                                 | 19                                | 12                                | 18                                | 43                                | —                                 | 32                                | —                                 | - RIAA:Platinalemez - ARIA:Platinalemez - BPI:Ezüstlemez - MC: 2× Platinalemez | Beerbongs & Bentleys   |
| Rich & Sad                                                          | 2018 | 14                                | 9                                 | —                                 | 21                                | 13                                | 21                                | 54                                | 26                                | 31                                | —                                 | - RIAA:Platinalemez - ARIA:Aranylemez - BPI:Ezüstlemez - MC: 2× Platinalemez   | Beerbongs & Bentleys   |
| Over Now                                                            | 2018 | 24                                | 16                                | 13                                | 27                                | 20                                | 19                                | 60                                | —                                 | 34                                | —                                 | - RIAA:Platinalemez - ARIA:Aranylemez - BPI:Ezüstlemez - MC: 2× Platinalemez   | Beerbongs & Bentleys   |
| Zack and Codeine                                                    | 2018 | 23                                | 15                                | 12                                | 32                                | 17                                | 22                                | 63                                | —                                 | 54                                | —                                 | - RIAA:Platinalemez - ARIA:Aranylemez - BPI:Ezüstlemez - MC:Platinalemez       | Beerbongs & Bentleys   |
| Same Bitches (G-Eazy és YG közreműködésével)                        | 2018 | 20                                | 13                                | 10                                | 25                                | 18                                | 26                                | 65                                | —                                 | 57                                | —                                 | - RIAA:Platinalemez - ARIA:Aranylemez - BPI:Ezüstlemez - MC: 2× Platinalemez   | Beerbongs & Bentleys   |
| Stay                                                                | 2018 | 17                                | —                                 | —                                 | 30                                | 15                                | 16                                | 66                                | 20                                | 48                                | —                                 | - RIAA:Platinalemez - ARIA:Aranylemez - BPI:Aranylemez - MC: 2× Platinalemez   | Beerbongs & Bentleys   |
| Takin’ Shots                                                        | 2018 | 29                                | 18                                | 15                                | 36                                | 22                                | 25                                | 72                                | —                                 | 52                                | —                                 | - RIAA:Platinalemez - ARIA:Aranylemez - BPI:Ezüstlemez - MC:Platinalemez       | Beerbongs & Bentleys   |
| Otherside                                                           | 2018 | 46                                | 29                                | —                                 | 41                                | 30                                | 28                                | 79                                | —                                 | 60                                | —                                 | - ARIA:Aranylemez - BPI:Ezüstlemez - MC:Platinalemez                           | Beerbongs & Bentleys   |
| 92 Explorer                                                         | 2018 | 40                                | 26                                | 19                                | 44                                | 26                                | 29                                | 86                                | —                                 | 63                                | —                                 | - RIAA:Platinalemez - ARIA:Aranylemez - BPI:Ezüstlemez - MC: 2× Platinalemez   | Beerbongs & Bentleys   |
| Blame It on Me                                                      | 2018 | 47                                | 30                                | —                                 | 43                                | 32                                | 33                                | 94                                | —                                 | 72                                | —                                 | - ARIA:Aranylemez - BPI:Ezüstlemez - MC:Platinalemez                           | Beerbongs & Bentleys   |
| Sugar Wraith                                                        | 2018 | 57                                | 37                                | —                                 | 58                                | 44                                | 42                                | —                                 | —                                 | 77                                | —                                 | - BPI:Ezüstlemez - MC:Platinalemez                                             | Beerbongs & Bentleys   |
| Jonestown (Interlude)                                               | 2018 | 73                                | 45                                | —                                 | —                                 | 57                                | 51                                | —                                 | —                                 | —                                 | —                                 | - MC:Aranylemez                                                                | Beerbongs & Bentleys   |
| All My Friends (21 Savage, Post Malone közreműködésével)            | 2018 | 67                                | 23                                | 21                                | —                                 | 73                                | —                                 | —                                 | —                                 | —                                 | —                                 |                                                                                | I Am > I Was           |
| Celebrate (DJ Khaled, Travis Scott és Post Malone közreműködésével) | 2019 | 52                                | 23                                | 19                                | —                                 | 37                                | —                                 | —                                 | —                                 | —                                 | —                                 | - RIAA:Aranylemez                                                              | Father of Asahd        |
| Hollywood’s Bleeding                                                | 2019 | 15                                | —                                 | —                                 | 17                                | 12                                | 8                                 | 20                                | 18                                | 12                                | 11                                | - RIAA:Platinalemez - BPI:Ezüstlemez - MC: 2× Platinalemez                     | Hollywood’s Bleeding   |
| Saint-Tropez                                                        | 2019 | 18                                | 10                                | 8                                 | 19                                | 10                                | 12                                | 23                                | 17                                | 10                                | 52                                | - RIAA:Platinalemez - BPI:Ezüstlemez - MC: 2× Platinalemez                     | Hollywood’s Bleeding   |
| A Thousand Bad Times                                                | 2019 | 29                                | —                                 | —                                 | 39                                | 29                                | —                                 | 44                                | —                                 | 43                                | —                                 | - MC:Platinalemez                                                              | Hollywood’s Bleeding   |
| Die for Me (Future és Halsey közreműködésével)                      | 2019 | 20                                | 11                                | 9                                 | 23                                | 21                                | —                                 | 38                                | —                                 | 39                                | —                                 | - RIAA:Platinalemez - BPI:Ezüstlemez - MC:Platinalemez                         | Hollywood’s Bleeding   |
| On the Road (Meek Mill és Lil Baby közreműködésével)                | 2019 | 22                                | 13                                | 11                                | 35                                | 22                                | —                                 | 41                                | —                                 | 47                                | —                                 | - RIAA:Platinalemez - BPI:Ezüstlemez - MC:Platinalemez                         | Hollywood’s Bleeding   |
| I’m Gonna Be                                                        | 2019 | 33                                | —                                 | —                                 | 54                                | 35                                | —                                 | 65                                | —                                 | 69                                | —                                 | - MC:Platinalemez                                                              | Hollywood’s Bleeding   |
| Staring at the Sun (SZA közreműködésével)                           | 2019 | 34                                | —                                 | —                                 | 48                                | 38                                | —                                 | 70                                | —                                 | 71                                | —                                 | - MC:Platinalemez                                                              | Hollywood’s Bleeding   |
| Internet                                                            | 2019 | 58                                | 25                                | 22                                | 77                                | 53                                | —                                 | 91                                | —                                 | —                                 | —                                 | - MC:Aranylemez                                                                | Hollywood’s Bleeding   |
| Myself                                                              | 2019 | 52                                | —                                 | —                                 | 71                                | 47                                | —                                 | 85                                | —                                 | 89                                | —                                 | - MC:Aranylemez                                                                | Hollywood’s Bleeding   |
| I Know                                                              | 2019 | 53                                | 24                                | 21                                | 76                                | 52                                | —                                 | 90                                | —                                 | 96                                | —                                 | - MC:Aranylemez                                                                | Hollywood’s Bleeding   |
| Livin It Up (Young Thuggal és ASAP Rocky-val)                       | 2021 | 68                                | —                                 | —                                 | —                                 | 62                                | —                                 | —                                 | —                                 | —                                 | —                                 |                                                                                | Punk                   |
| Reputation                                                          | 2022 | 54                                | —                                 | —                                 | —                                 | 43                                | —                                 | —                                 | —                                 | —                                 | —                                 |                                                                                | Twelve Carat Toothache |
| Lemon Tree                                                          | 2022 | 53                                | —                                 | —                                 | —                                 | 35                                | 41                                | —                                 | —                                 | —                                 | 40                                |                                                                                | Twelve Carat Toothache |
| Wrapped Around Your Finger                                          | 2022 | 47                                | —                                 | —                                 | —                                 | 38                                | —                                 | —                                 | —                                 | —                                 | —                                 |                                                                                | Twelve Carat Toothache |
| I Cannot Be (A Sadder Song) (Gunna közreműködésével)                | 2022 | 46                                | 8                                 | 8                                 | —                                 | 34                                | —                                 | —                                 | —                                 | —                                 | —                                 |                                                                                | Twelve Carat Toothache |
| Insane                                                              | 2022 | 62                                | 14                                | 14                                | —                                 | 52                                | —                                 | —                                 | —                                 | —                                 | —                                 |                                                                                | Twelve Carat Toothache |
| Love/Hate Letter to Alcohol (a Fleet Foxes közreműködésével)        | 2022 | 70                                | —                                 | —                                 | —                                 | 55                                | —                                 | —                                 | —                                 | —                                 | —                                 |                                                                                | Twelve Carat Toothache |
| Wasting Angels (the Kid Laroi közreműködésével)                     | 2022 | 56                                | —                                 | —                                 | 30                                | 30                                | —                                 | —                                 | —                                 | 89                                | —                                 |                                                                                | Twelve Carat Toothache |
| Euthanasia                                                          | 2022 | 100                               | —                                 | —                                 | —                                 | 87                                | —                                 | —                                 | —                                 | —                                 | —                                 |                                                                                | Twelve Carat Toothache |
| When I’m Alone                                                      | 2022 | 97                                | —                                 | —                                 | —                                 | 86                                | —                                 | —                                 | —                                 | —                                 | —                                 |                                                                                | Twelve Carat Toothache |
| Waiting for a Miracle                                               | 2022 | —                                 | —                                 | —                                 | —                                 | —                                 | —                                 | —                                 | —                                 | —                                 | —                                 |                                                                                | Twelve Carat Toothache |
| New Recording 12, Jan 3, 2020                                       | 2022 | —                                 | —                                 | —                                 | —                                 | —                                 | —                                 | —                                 | —                                 | —                                 | —                                 |                                                                                | Twelve Carat Toothache |
| —: az adott régióban nem került slágerlistára                       |      |                                   |                                   |                                   |                                   |                                   |                                   |                                   |                                   |                                   |                                   |                                                                                |                        |

## Vendégszereplések
| Cím                                         | Év   | Más előadók                                                                 | Album                                            |
| ------------------------------------------- | ---- | --------------------------------------------------------------------------- | ------------------------------------------------ |
| On God                                      | 2015 | Zuse                                                                        | Trap Zuse                                        |
| Getcha Some                                 | 2015 | Chevy Woods, PJ                                                             | The 48 Hunnid Project                            |
| Came Up                                     | 2015 | Key!                                                                        | nem jelent meg albumon                           |
| Tryna Fuck Me Over                          | 2015 | 50 Cent                                                                     | The Kanan Tape                                   |
| Embarrassed                                 | 2015 | Gucci Mane, Riff Raff, Lil B                                                | East Atlanta Santa 2: The Night Guwop Stole Xmas |
| The Meaning                                 | 2016 | FKi 1st                                                                     | First Time for Everything (Part 1)               |
| OMG                                         | 2016 | Coke Boy Zack, Quavo, Velous                                                | Here’s Half                                      |
| BonBon (Remix)                              | 2016 | Era Istrefi                                                                 | nem jelent meg albumon                           |
| Camera                                      | 2016 | DJ Drama, FKi 1st, Lil Uzi Vert, Mac Miller                                 | Quality Street Music 2                           |
| Winner Time                                 | 2016 | Sauce Lord Rich                                                             | Know Me: King Wolf                               |
| Write Our Names                             | 2016 | Moxie Raia                                                                  | 931                                              |
| Malibu                                      | 2016 | 24hrs                                                                       | Sunset Blvd                                      |
| Too Late                                    | 2017 | Trae tha Truth                                                              | Tha Truth: Part Three                            |
| Burning Man                                 | 2017 | Andrew Watt                                                                 | nem jelent meg albumon                           |
| What About Me                               | 2018 | Lil Wayne                                                                   | Tha Carter V (Deluxe)                            |
| If I Can Dream (NBC Elvis All-Star Tribute) | 2019 | Elvis Presley, Shawn Mendes, Darius Rucker, Blake Shelton, Carrie Underwood | The Best of the ’68 Comeback Special             |
| V12                                         | 2020 | Rich the Kid                                                                | Boss Man                                         |
| Livin It Up                                 | 2021 | Young Thug, ASAP Rocky                                                      | Punk                                             |

## Videóklipek

### Fő előadóként
| Cím                                                     | Év   | Rendező                      |
| ------------------------------------------------------- | ---- | ---------------------------- |
| White Iversion                                          | 2015 | Van Alpert                   |
| Too Young                                               | 2015 | John Rawlins                 |
| Boy Bandz                                               | 2015 | John Rawlins                 |
| Go Flex                                                 | 2016 | James DeFina Chris Velona    |
| Congratulations (Quavo közreműködésével)                | 2017 | James DeFina                 |
| Rockstar (21 Savage közreműködésével)                   | 2017 | Emil Nava                    |
| Psycho (Ty Dolla Sign közreműködésével)                 | 2018 | James DeFina                 |
| Better Now                                              | 2018 | Adam Degross                 |
| Sunflower (Animált videó) (Swae Lee-vel)                | 2018 | Olivier Mouroux Erik Counter |
| Wow (Animated video)                                    | 2018 | Jaime Restrepo               |
| Sunflower (Swae Lee-vel)                                | 2019 | Ismeretlen                   |
| Wow                                                     | 2019 | James DeFina                 |
| Wow (Remix) (Roddy Ricch és Tyga közreműködésével)      | 2019 | Chris Villa James DeFina     |
| Goodbyes (Young Thug közreműködésével)                  | 2019 | Colin Tilley                 |
| Goodbyes (PG verzió) (Young Thug közreműködésével)      | 2019 | Colin Tilley                 |
| Circles                                                 | 2019 | Colin Tilley                 |
| Saint-Tropez                                            | 2019 | Chris Villa                  |
| Circles (Animált videó)                                 | 2019 | Jaime Restrepo               |
| Circles (Kék függőleges videó)                          | 2020 | Ismeretlen                   |
| Circles (Vörös függőleges videó)                        | 2020 | Ismeretlen                   |
| Motley Crew                                             | 2021 | Cole Bennett                 |
| One Right Now(the Weeknddel)                            | 2021 | Tanu Muino                   |
| Cooped Up (Roddy Ricch közreműködésével)                | 2022 | Andre Bato                   |
| Insane                                                  | 2022 | Ismeretlen                   |
| I Like You (A Happier Song) (Doja Cat közreműködésével) | 2022 | Child                        |

### Közreműködőként
| Cím | Év   | Rendező                          |
| --- | ---- | -------------------------------- |
| The Meaning (FKi 1st, Post Malone közreműködésével)                                                                          | 2016 | John Rawl JMP                    |
| Fade (Kanye West, Ty Dolla Sign és Post Malone közreműködésével)                                                             | 2016 | Eli Linnetz                      |
| Burning Man (Watt, Post Malone közreműködésével)                                                                             | 2017 | Phillip R. López                 |
| You (Neptune, Post Malone közreműködésével)                                                                                  | 2018 | Ismeretlen                       |
| Jackie Chan (Tiësto és Dzeko, Preme és Post Malone közreműködésével)                                                         | 2018 | Jay Martin                       |
| If I Can Dream (Elvis Presley, Post Malone, Shawn Mendes, Darius Rucker, Blake Shelton és Carrie Underwood közreműködésével) | 2019 | Ismeretlen                       |
| Celebrate (DJ Khaled, Travis Scott és Post Malone közreműködésével)                                                          | 2019 | Joseph Kahn                      |
| Writing on the Wall (French Montana, Post Malone, Cardi B és Rvssian közreműködésével)                                       | 2019 | Myles Whittingham French Montana |
| Forever (Justin Bieber, Post Malone és Clever közreműködésével)                                                              | 2020 | Nick DeMoura                     |
| Tommy Lee (Tyla Yaweh, Post Malone közreműködésével)                                                                         | 2020 | Chris Villa                      |
| Tommy Lee (bónusz felvételek) (Tyla Yaweh, Post Malone közreműködésével)                                                     | 2020 | Chris Villa                      |
| Tommy Lee (Tommy Lee Remix) (Tyla Yaweh és Tommy Lee, Post Malone közreműködésével)                                          | 2020 | Chris Villa                      |
| Tommy Lee (Saint Jhn Remix) (Tyla Yaweh, Saint Jhn és Post Malone közreműködésével)                                          | 2020 | Ismeretlen                       |
| Wolves (Big Sean, Post Malone közreműködésével)                                                                              | 2020 | Kid                              |
| Spicy (Ty Dolla Sign, Post Malone közreműködésével)                                                                          | 2020 | James Larese                     |
| Tap In (Remix) (Saweetie, Post Malone, DaBaby és Jack Harlow közreműködésével)                                               | 2020 | KDC Visions Aylo                 |
| It’s a Raid (Ozzy Osbourne, Post Malone közreműködésével)                                                                    | 2021 | Patrik Pope                      |